# Morti nel 716
| Questa pagina contiene informazioni ricavate automaticamente dalle voci biografiche con l'ausilio del template Bio e di un bot. L'aggiornamento è periodico e automatico e ricostruisce completamente la pagina. Se manca una persona in questa lista, sei pregato di non aggiungerla, ma accertati piuttosto che la sua voce biografica contenga il template Bio e che i dati anagrafici siano correttamente compilati. Se il template Bio manca, inseriscilo tu stesso o, in alternativa, metti l'avviso {{tmp\|Bio}} che ne segnala la mancanza. Se i dati riportati sono sbagliati, correggi direttamente la voce biografica; le modifiche saranno visibili in questa lista entro pochi giorni. Per chiarimenti vedi il progetto biografie. La lista contiene solo le 9 persone che sono citate nell'enciclopedia e per le quali è stato implementato correttamente il template Bio. Pagina aggiornata al 10 feb 2025. |

- 13 luglio - Rui Zong, imperatore cinese (n. 662)
- 11 dicembre - Teodone II di Baviera, duca tedesco
- Aethelred di Mercia, sovrano anglosassone
- Ceolred di Mercia, sovrano anglosassone
- Abd al-Aziz ibn Musa
- Irmina di Oehren, monaca cristiana, santa e abate tedesca
- Li Sixun, pittore cinese (n. 651)
- Osred I di Northumbria, re (n. 696)
- Musa ibn Nusayr, yemenita (n. 640)